# Chambon (Charente-Maritime)
Chambon ist eine französische Gemeinde mit 985 Einwohnern (Stand: 1. Januar 2022) im Département Charente-Maritime in der Region Nouvelle-Aquitaine; sie gehört zum Arrondissement Rochefort und ist Teil des Kantons Surgères. Die Einwohner werden Chambonnais genannt.

## Geographie
Chambon liegt etwa 23 Kilometer ostsüdöstlich von La Rochelle und etwa 22 Kilometer nordnordöstlich von Rochefort in der historischen Region Aunis. Umgeben wird Chambon von den Nachbargemeinden Puyravault im Norden, Surgères im Osten, Saint-Pierre-la-Noue im Südosten, Landrais im Süden, Forges im Westen sowie Virson im Nordwesten.

## Geschichte
Im Jahr 1827 wurde die ehemalige Gemeinde Le Cher zu Chambon eingemeindet.

## Bevölkerungsentwicklung
| Jahr                      | 1962 | 1968 | 1975 | 1982 | 1990 | 1999 | 2006 | 2013 | 2019 |
| Einwohner                 | 634  | 566  | 554  | 634  | 730  | 739  | 841  | 882  | 961  |
| Quelle: Cassini und INSEE |      |      |      |      |      |      |      |      |      |

## Sehenswürdigkeiten
Siehe auch: Liste der Monuments historiques in Chambon (Charente-Maritime)

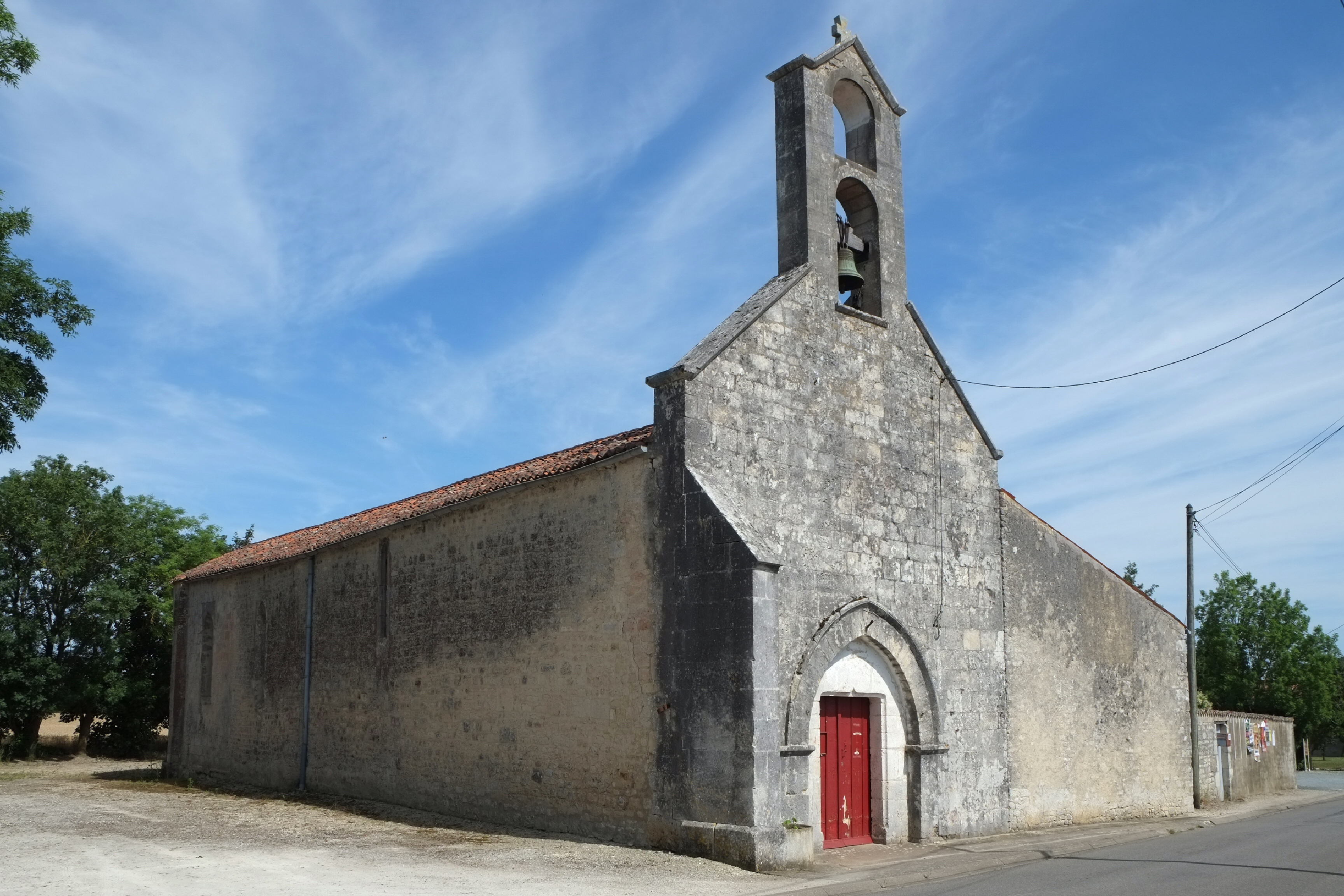
Kirche Notre-Dame-de-l'Assomption
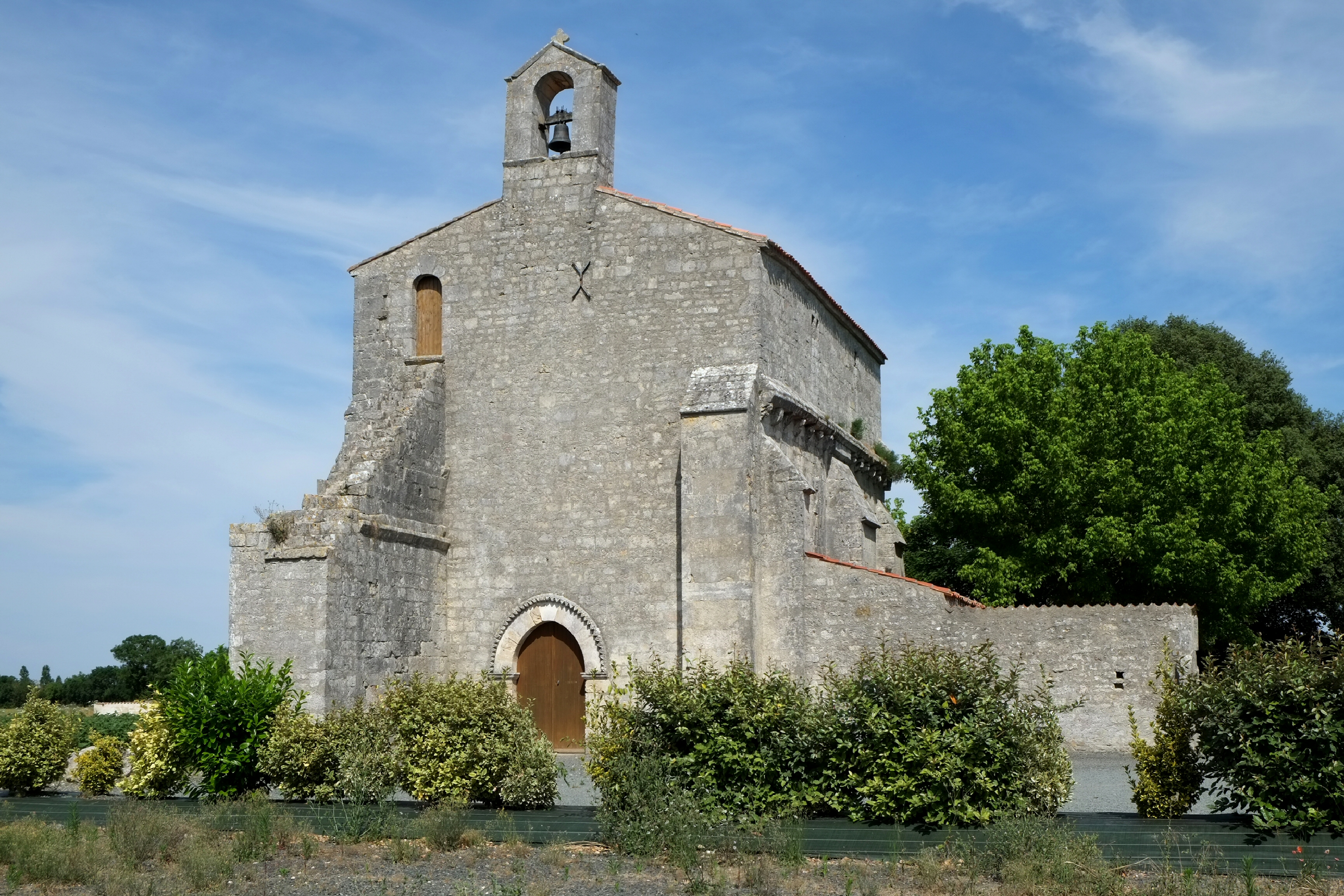
Kirche Saint-Jacques im Ort Le Cher aus dem 12. Jahrhundert
- Schloss Marlonges

- Kirche Notre-Dame-de-l'Assomption
- Kirche Saint-Jacques